# Carl Joseph Leiprecht
Carl Joseph Leiprecht (né le 11 septembre 1903 à Hauerz et mort le 29 octobre 1981 à Ravensbourg) est le huitième évêque du diocèse de Rottenburg.

## Biographie
Diplômé du lycée d'Ehingen en 1923, Carl Joseph Leiprecht étudie la philosophie et la théologie catholique à l'Université de Tübingen de 1923 à 1927. Le 24 mars 1928, il est ordonné prêtre par l'évêque Joannes Baptista Sproll dans la cathédrale de Rottenburg. De 1928 à 1932, il est vicaire à Schwäbisch Gmünd à Heilig-Kreuz-Münster et à Stuttgart à Saint-Georges.
En 1936, il devient directeur du Bischöflichen Gymnasialkonvikt à Ehingen et en 1942, il s'installe à Rottweil en tant que pasteur. En 1947, il est nommé capitulaire de la cathédrale de Rottenburg.
Le pape Pie XII le nomme le 7 octobre 1948 comme évêque titulaire de Scyrus (de) et évêque auxiliaire à Rottenburg. Le 30 novembre 1948, il est consacré par l'archevêque de Fribourg Wendelin Rauch (de), dans la cathédrale de Rottenburg; Les co-consécrateurs sont les évêques auxiliaires Wilhelm Burger (de) de Fribourg et Franz Joseph Fischer (de) de Rottenburg.
Le 21 juillet 1949, il est élu huitième évêque de Rottenburg. L'inauguration a suivi le 8 septembre de la même année.
Au concile de Vatican II, Mgr Leiprecht est assis à côté de Mgr Manuel Tato (es) de Santiago del Estero dans la salle du Conseil. Cela conduit des prêtres du diocèse de Rottenburg à être envoyés au diocèse de Santiago del Estero en tant que prêtres Fidei Donum.
Le 4 juin 1974, le pape Paul VI accède à sa demande de démission.
Il trouva sa dernière demeure dans la crypte de l'église du cimetière de Sülchen.

## Honneurs et récompenses
Carl Josef Leiprecht est citoyen d'honneur des villes de Leutkirch im Allgäu et Rottenburg am Neckar. Leiprecht est le nom de l'école élémentaire catholique libre et de la Werkrealschule de Rottenburg am Neckar, ainsi que du centre Bischof-Leiprecht du diocèse de Rottenburg-Stuttgart à Stuttgart.